# Paracornallis multituberculata
Paracornallis multituberculata är en skalbaggsart som beskrevs av Stefan von Breuning 1969. Paracornallis multituberculata ingår i släktet Paracornallis och familjen långhorningar. Inga underarter finns listade i Catalogue of Life.